# Friedhof Schöneberg III

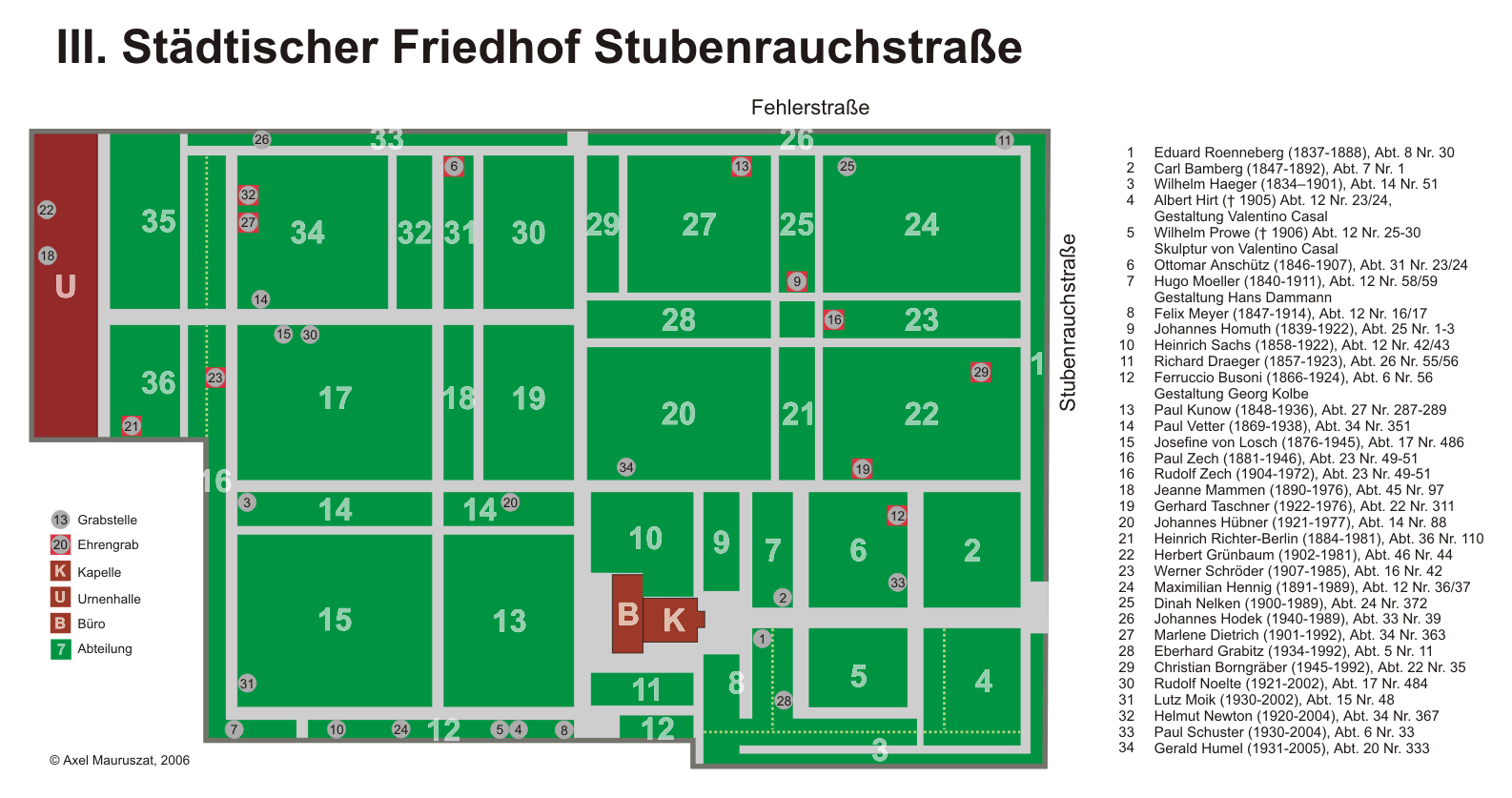

Der Friedhof Schöneberg III, auch als Friedhof Stubenrauchstraße bezeichnet, ist ein landeseigener Friedhof des Landes Berlin. Er befindet sich an der Stubenrauchstraße 43–45 im Ortsteil Friedenau des Bezirks Tempelhof-Schöneberg. Er wurde 1881 angelegt und trug zu dieser Zeit den Namen Begräbnisplatz der Gemeinde Friedenau.

## Geschichte

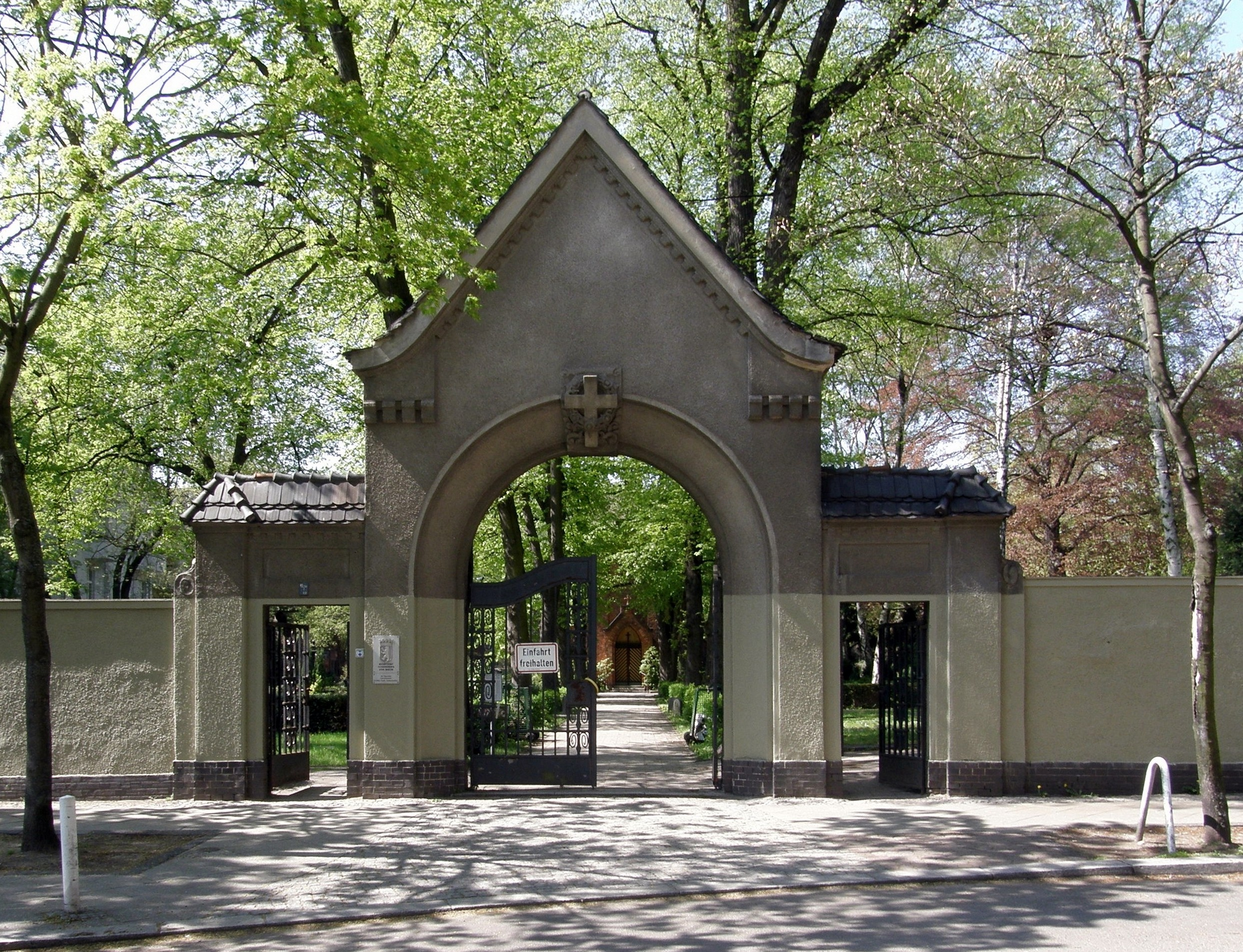
Eingangsportal mit Sichtachse zur Friedhofskapelle

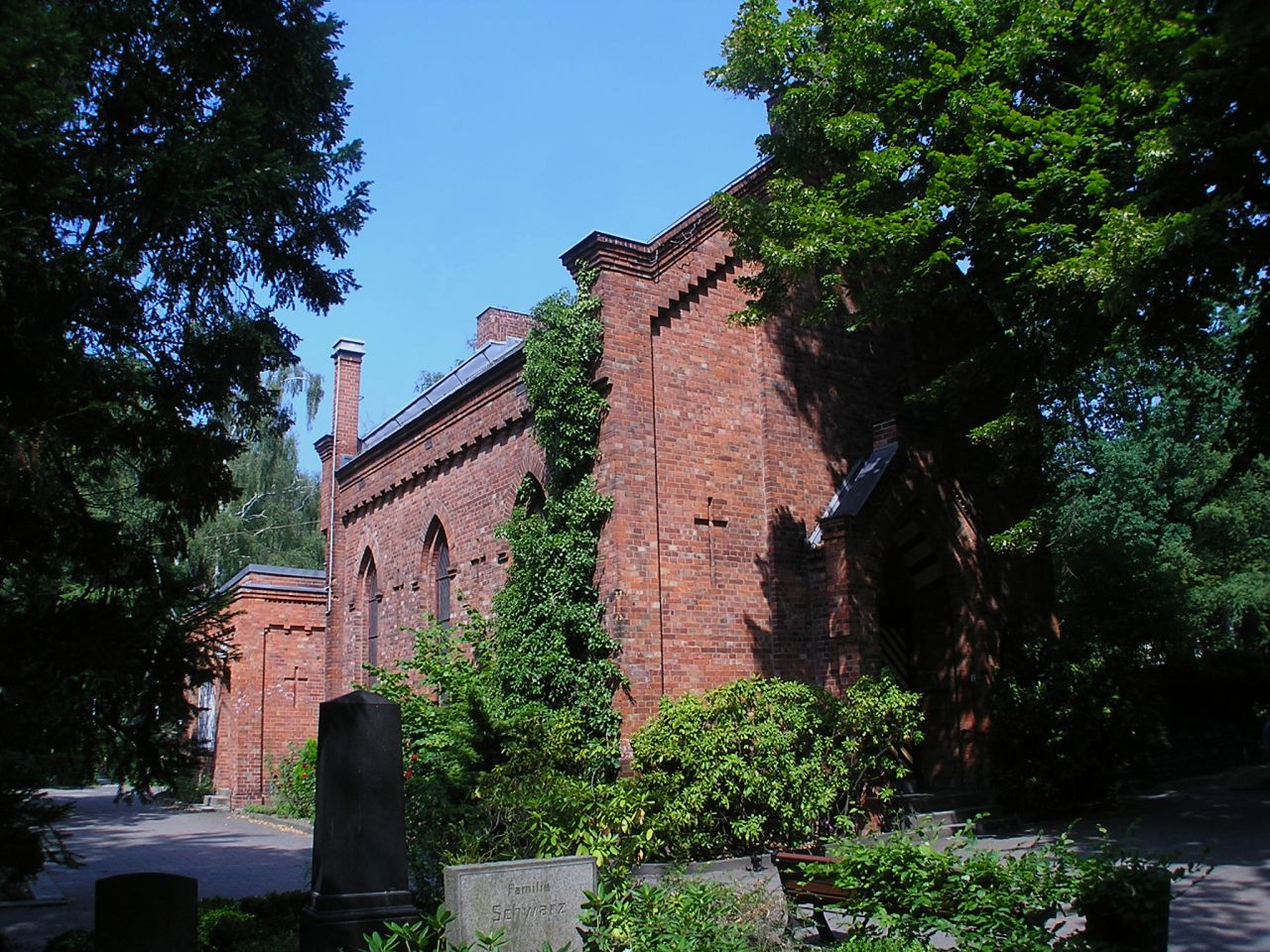
Friedhofskapelle

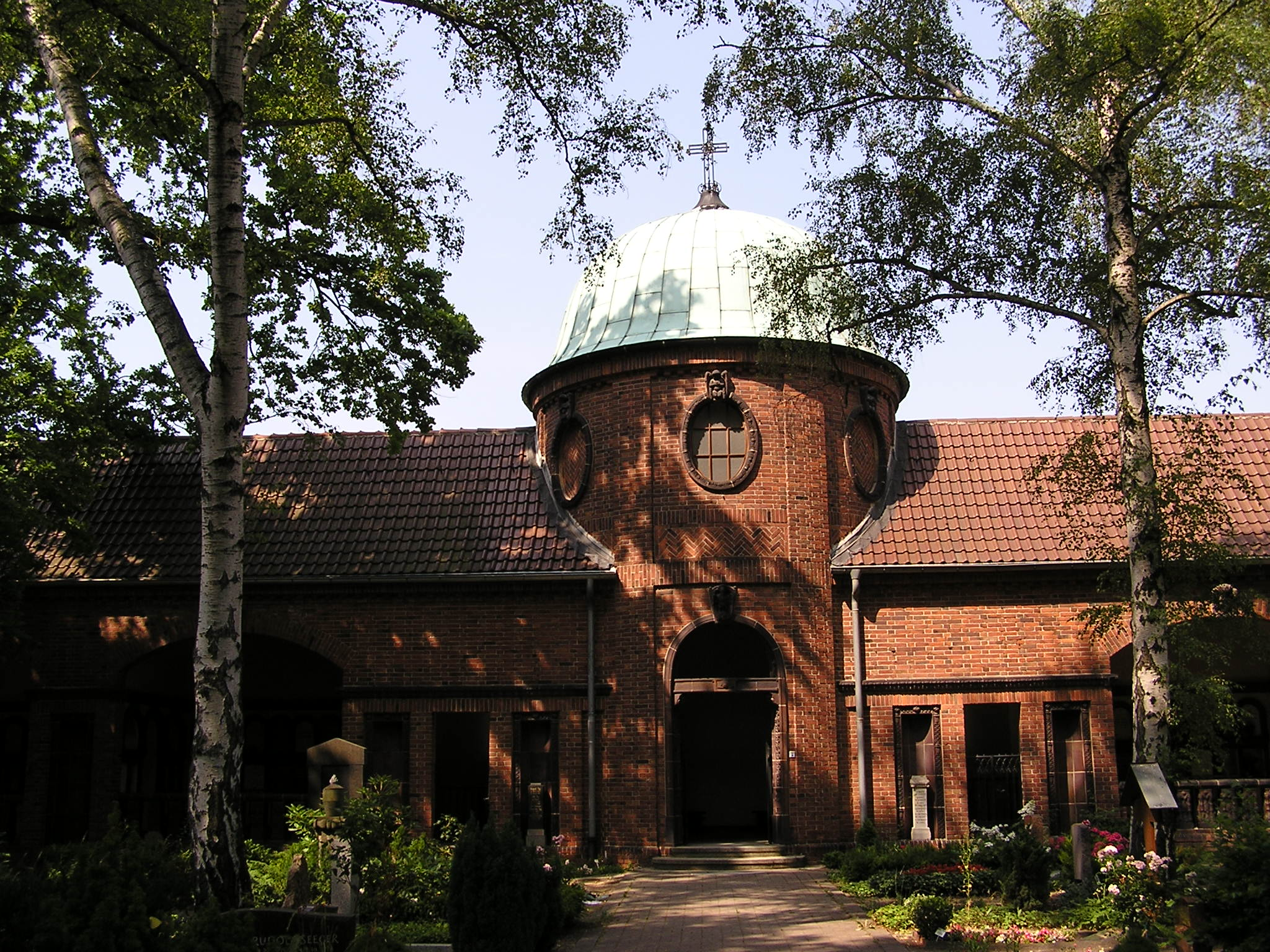
Zentraler Bereich der Urnenhalle mit Rundturm

Im Jahr 1881 wurde der Friedhof für die Landgemeinde Friedenau auf dem damaligen Hamburger Platz errichtet. Dieser war ursprünglich von Johann Anton Wilhelm von Carstenn bei der Erschließung Friedenaus als Schmuckplatz vorgesehen worden. So sollte der Friedhof auch nur ein Provisorium sein. Bei fortschreitender Bebauung sollte der Friedhof aufgelassen und als Schmuckplatz gestaltet werden. Diese Pläne wurden jedoch nicht umgesetzt. Die älteste erhaltene Grabstelle ist so das Gittergrab der Familie Roenneberg von 1888.
In den Jahren 1894, 1904 bis 1910 und 1912 wurde der Friedhof bis zu seiner heutigen Größe von 21.062 m² erweitert und mit einer Mauer eingefasst. Das Hauptportal mit einem Mauerwerktor befindet sich an der Stubenrauchstraße unweit des Südwestkorsos. Ein weiterer betrieblicher Zugang besteht an der Fehlerstraße. Vom Hauptportal verläuft die Hauptachse des Friedhofs direkt auf die 1888/1889 nach Entwürfen von W. Spieß erbaute Friedhofskapelle. Hierbei handelt es sich um eine gotisierende dreijochige Backsteinkapelle mit einem vorgezogenen Spitzbogenportal, dessen Baldachin mit Terrakottabesatz geschmückt ist. 1913 bis 1917 wurde die Kapelle instand gesetzt und umgebaut. Den Vorplatz der Kapelle ziert eine Christus-Figur aus Sandstein nach Bertel Thorvaldsen.
Als weiteres markantes Gebäude tritt die zwischen 1914 und 1916 nach Entwürfen von Scherler errichtete zweigeschossige Urnenhalle (auch Columbarium genannt) in Erscheinung. Dieser langgestreckte Backsteinbau mit seinen – zum Friedhof hin offenen – Flachbogenarkaden schließt den Friedhof nach Westen ab. Im Zentrum der Urnenhalle befindet sich ein Rundturm mit Kuppel.
Auf diesem Friedhof gibt es 321 Opfer von Krieg und Gewaltherrschaft aus dem Ersten und Zweiten Weltkrieg. Sie sind verteilt auf zwei geschlossene Anlagen.

## Grabstätten bekannter Persönlichkeiten
Durch die Nähe zur Wilmersdorfer Künstlerkolonie fanden zahlreiche Maler, Bildhauer, Schriftsteller, Schauspieler und Musiker hier ihre letzte Ruhe. Hierdurch wurde der Friedhof auch als „Künstlerfriedhof“ bekannt. Mit den Beisetzungen der weltbekannten Künstler Marlene Dietrich 1992 und Helmut Newton 2004 fand diese Tendenz ihre Fortsetzung bis in die Gegenwart. Zahlreiche Gräber hat der Berliner Senat zu Ehrengräbern erhoben.

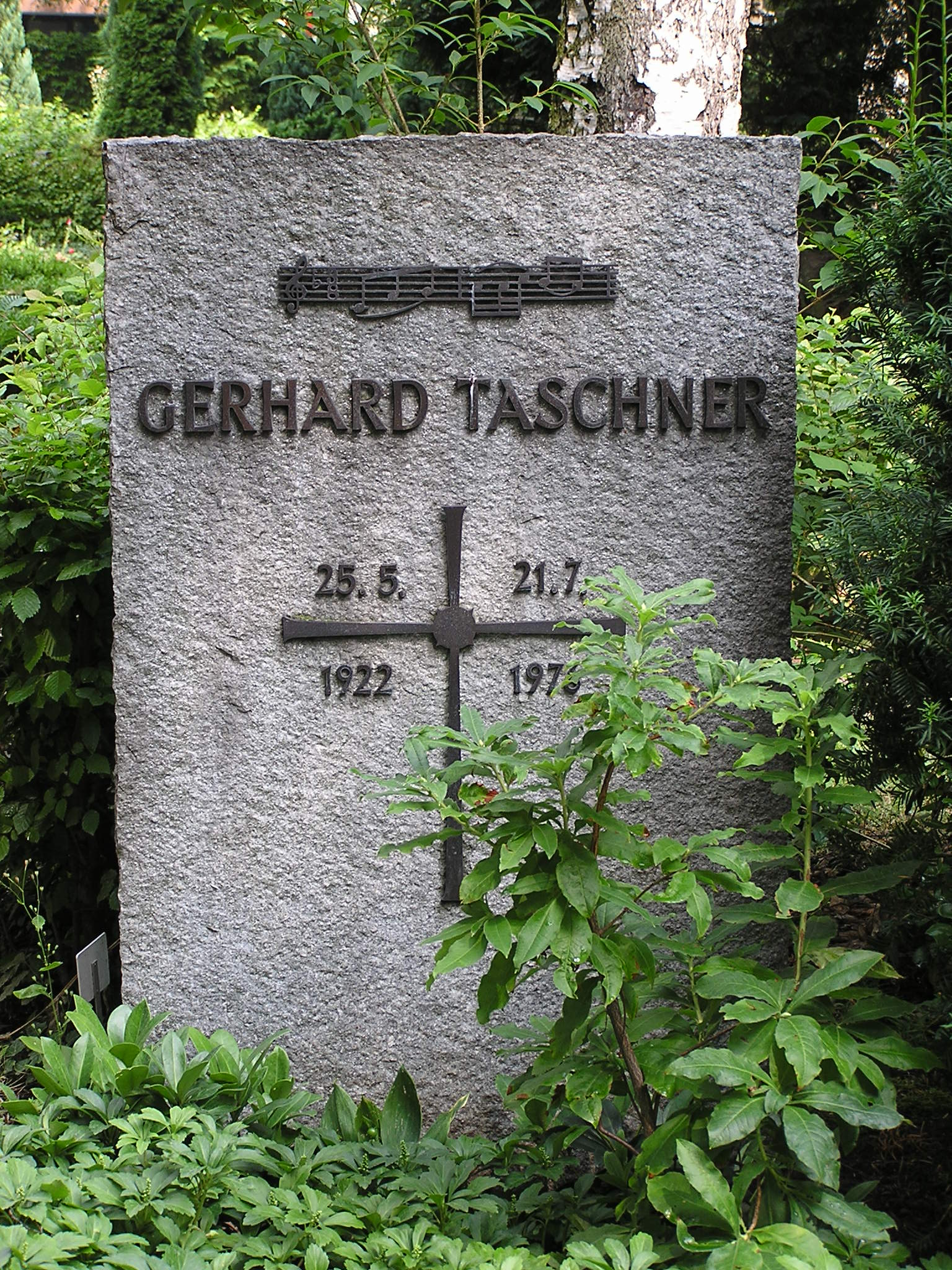
Gerhard Taschners Grabstein

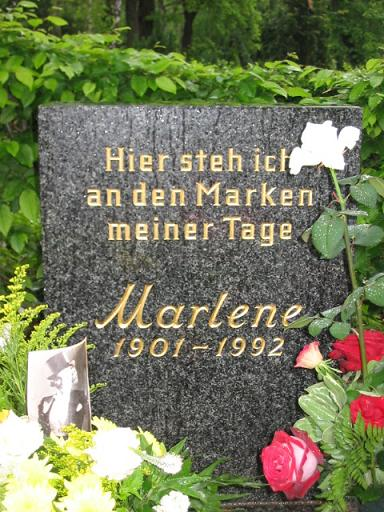
Marlene Dietrichs Ehrengrab

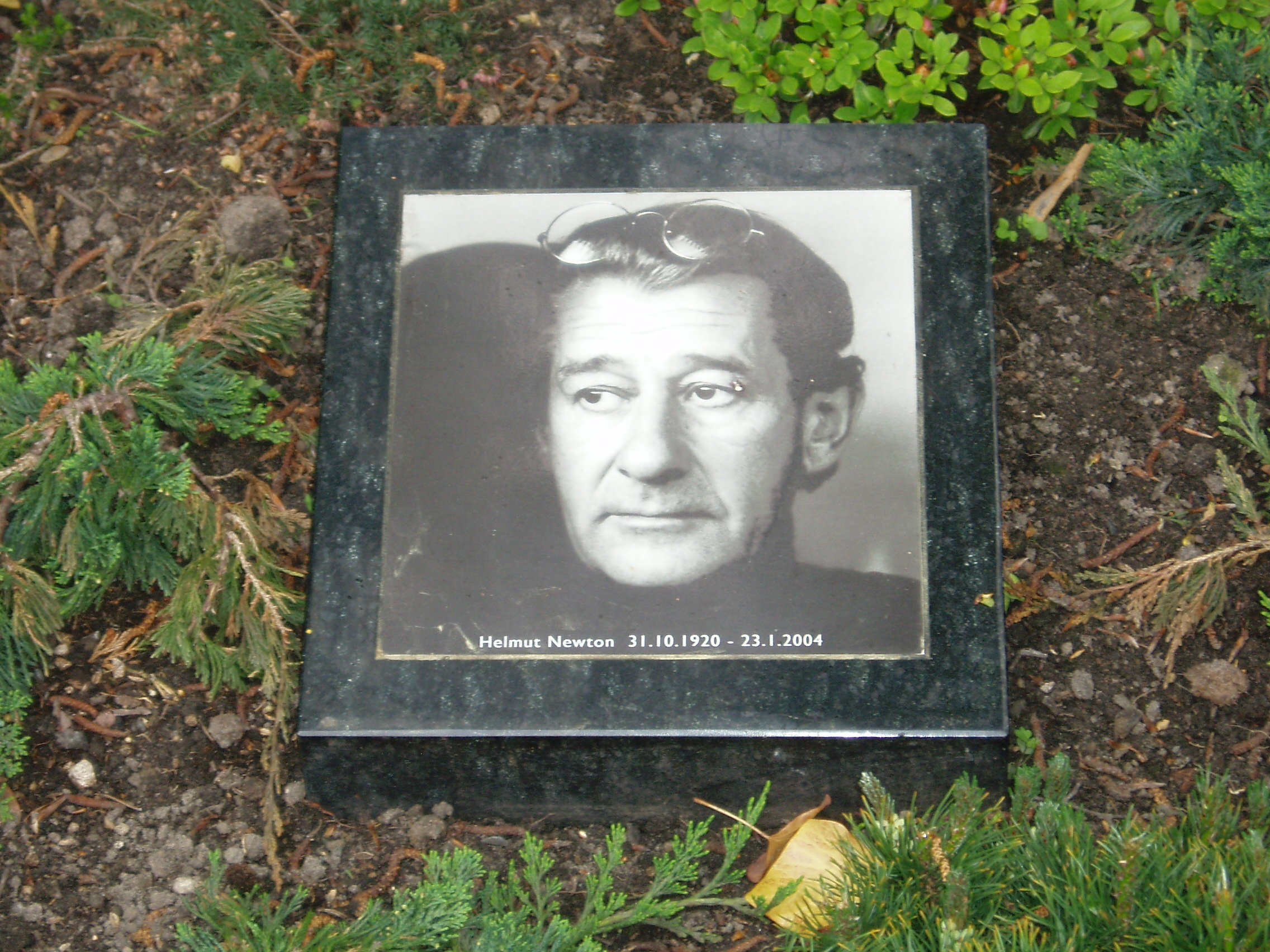
Helmut Newtons Grabstein

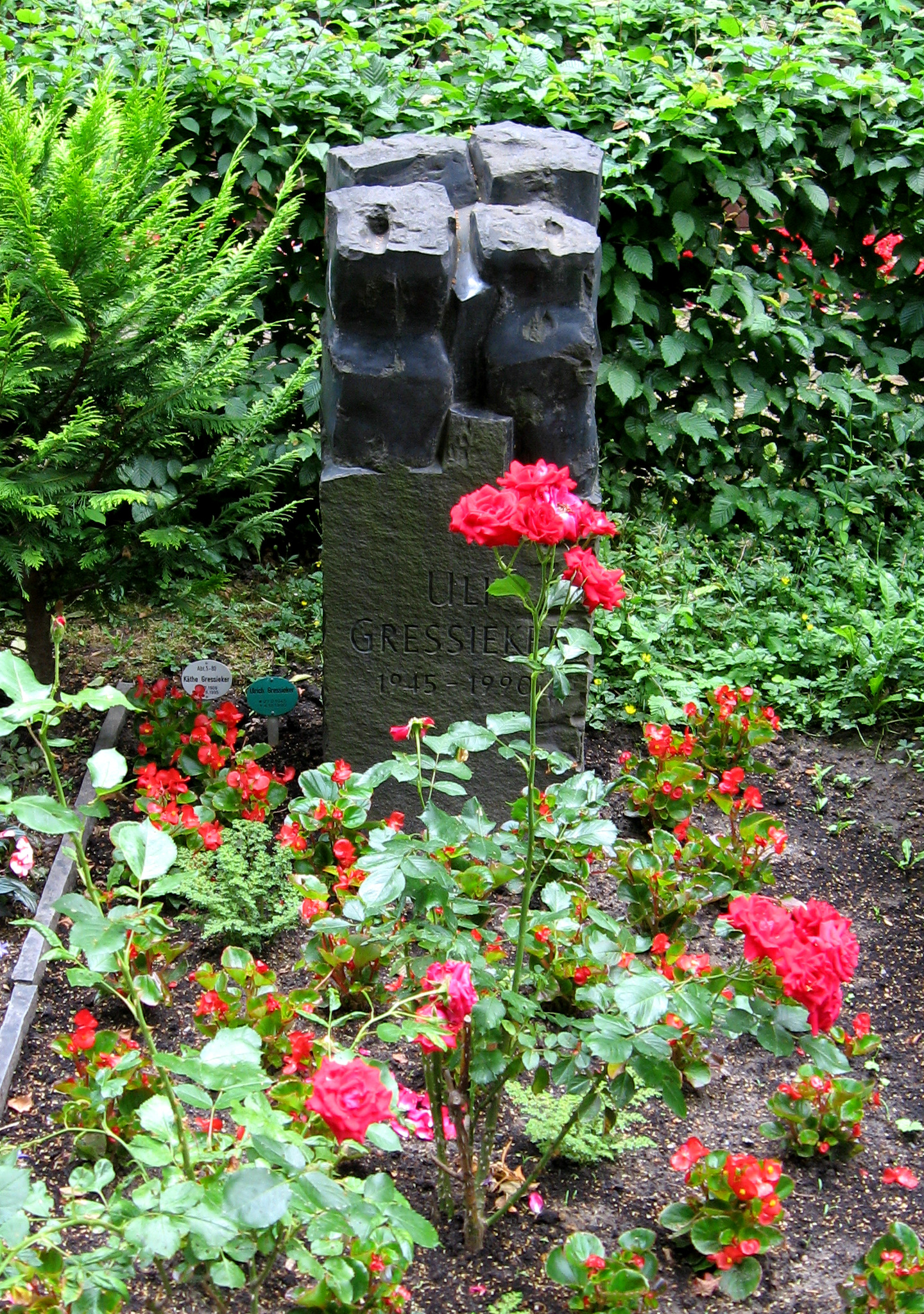
Grab von Ulrich Gressieker

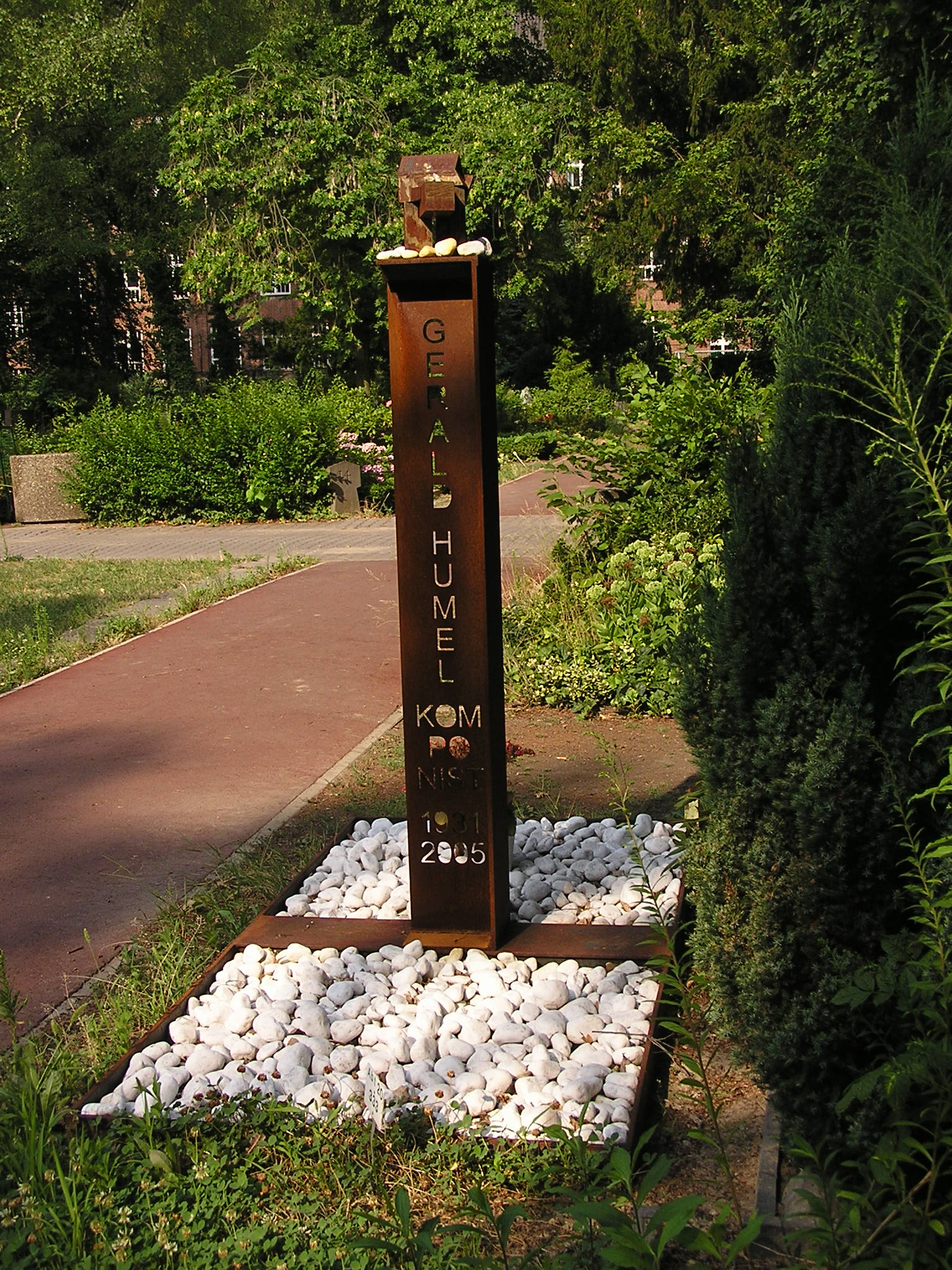
Grab von Gerald Humel, von Georg Seibert gestaltet

Bedeutende auf dem III. Städtischen Friedhof Stubenrauchstraße bestattete Personen sind (Sortierung chronologisch nach dem Beisetzungsdatum):
(* = Ehrengrab des Landes Berlin, ° = ehemaliges Ehrengrab des Landes Berlin)
- Emil Hallatz (1837–1888), Maler[3]
- Carl Bamberg (1847–1892), Mechaniker und Optiker[4]
- Hermann Hähnel (1830–1894), Baumeister[5]
- Georg Roenneberg (1834–1895), Friedenauer Gemeindevorsteher und Kommunalpolitiker[6]
- Wilhelm Haeger (1834–1901), Architekt und Baubeamter[7]
- Adolf Fehler (1828–1903), Kommunalpolitiker in Friedenau[8]
- Robert Lefèvre (1843–1905), Kommunalpolitiker[9]
- Adolf Rosenberg (1850–1906), Kunsthistoriker und Publizist
- Ottomar Anschütz° (1846–1907), Erfinder der beweglichen Fotografie[10]
- Julius Straube (1832–1913), Kartograf, Verleger[11]
- Felix Meyer (1847–1914), Geiger und Königlicher Kammervirtuose[12]
- Otto Sarrazin (1842–1921), Bauingenieur[13]
- Johannes Homuth* (1839–1922), Politiker, Gemeindeältester in Friedenau[14]
- Ferruccio Busoni* (1866–1924), Pianist, Komponist, Dirigent und Musikpädagoge[15]
- Maximilian Reichel (1856–1924), Leiter der Berliner Feuerwehr (Grab 2000 abgelaufen)
- Otto Wenzel (1840–1929), Journalist, Genossenschafter[16]
- Paul Kunow* (1848–1936), Architekt, Politiker[9]
- Hans Kyser (1882–1940), Schriftsteller[9]
- Otto Günther-Naumburg (1856–1941), Architektur- und Landschaftsmaler, Hochschullehrer[17]
- Alexander Dominicus (1873–1945), Politiker
- Paul Zech* (1881–1946), Dichter und Schriftsteller[18]
- Paul Roeder (1901–1962), Komponist
- Paul Westermeier (1892–1972), Schauspieler[19]
- Rudolf Zech* (1904–1972), Maler, Grafiker und Verleger[20]
- Hans Halden (1888–1973), Schriftsteller[3]
- Jeanne Mammen (1890–1976), Malerin[21]
- Gerhard Taschner° (1922–1976), Konzertmeister der Berliner Philharmoniker[22]
- Johannes Hübner (1921–1977), Lyriker und Kabarettist[23]
- Anton Moortgat (1897–1977), Archäologe
- Heinrich Richter-Berlin° (1884–1981), Maler[24]
- Herbert Grünbaum (1903–1981), Staatsschauspieler[25]
- Gerda Rotermund (1902–1982), Malerin[26]
- Werner Schröder° (1907–1985), Zoologe und Aquariumsdirektor[27]
- Horst Gentzen (1930–1985), Schauspieler und Synchronsprecher[28]
- Georg Frietzsche (1903–1986), Maler[29]
- Gerhard Moll (1920–1986), Maler[30]
- Dinah Nelken (1900–1989), Schriftstellerin[31]
- Ulrich Gressieker (1945–1990), Schauspieler und Synchronsprecher[32]
- Marlene Dietrich* (1901–1992), Schauspielerin, Ehrenbürgerin Berlins[33]
- Christian Borngräber* (1945–1992), Designtheoretiker und Architekturhistoriker[34]
- Wolfgang Max Faust (1944–1993), Kunsttheoretiker und -kritiker[35]
- Hildegard Adolphi (1919–1994), Schauspielerin und Tänzerin
- Otto Drengwitz (1906–1997), Bildhauer[36]
- Kat Kampmann (1908–1997), Malerin[37]
- Eike Geisel (1945–1997), Journalist und Essayist
- Detlev Meyer (1948–1999), Schriftsteller
- Rudolf Noelte (1921–2002), Schauspieler, Theater- und Opernregisseur[38]
- Lutz Moik (1930–2002), Schauspieler[39]
- Helmut Newton* (1920–2004), Fotograf[40]
- Paul Schuster (1930–2004), Schriftsteller[41]
- Gerson Fehrenbach (1932–2004), Bildhauer[42]
- Hans-Joachim Grubel (1944–2004), Schauspieler[43]
- Paul Schuster (1930–2004), Schriftsteller und Schreiblehrer[44]
- Gerald Humel (1931–2005), Komponist[45]
- Heinrich Leopold (1937–2005), Jurist und Schriftsteller
- Heinz Ohff (1922–2006), Schriftsteller und Kunstkritiker
- Oskar Pastior (1927–2006), Schriftsteller und Büchner-Preisträger
- Gerhart Bergmann (1922–2007), Maler
- Alexander Gordan (1926–2008), Pseudonym des Komponisten Joachim Goroncy
- Max-Moshe Jacoby (1919–2009), Fotograf
- Leonhard Oesterle (1915–2009), Bildhauer und Grafiker
- Helma Fehrmann (1944–2010), Theaterschaffende
- Kurt Bartsch (1937–2010), Schriftsteller
- Anne Klein (1950–2011), Politikerin
- Richard Anders (1928–2012), Schriftsteller
- Karl Günter Simon (1933–2013), Schriftsteller
- Rudolf Kehrer (1923–2013), Pianist
- Karl Heinz Henssel (1917–2014), Verleger
- Karen Greve (1942–2014), Politikerin
- Horst Bollmann (1925–2014), Schauspieler
- Jürgen Sawade (1937–2015), Architekt[46]
- Egon Ammann (1941–2017), Verleger
- Norbert Kapferer (1948–2018), Philosophiehistoriker und Politikwissenschaftler[47]
- Helmut Lippelt (1932–2018), Mitbegründer der Grünen[48]
- Ursula Ziebarth (1921–2018), Schriftstellerin[49][50]
- Reinhard Rürup (1934–2018), Historiker[51][52]
- Inge Sievers (1941–2018), Schauspielerin und Autorin
- Horst Bosetzky, Pseudonym: -ky (1938–2018), Schriftsteller und Soziologe[53]
- Michael Schoenholtz (1937–2019), Bildhauer
- Dietmar Lemcke (1930–2020), Maler und Hochschullehrer an der UdK Berlin
- Sidney „Guitar Crusher“ Selby (1931–2020), US-amerikanischer Bluesmusiker
- José Alvarez-Brill (1963–2020), Musiker, Komponist und Produzent
- June Newton (1923–2021), australische Fotografin, Ehefrau von Helmut Newton
- Ingeborg Wunder (1924–2023), Pianistin
- Claus Jacobi (1948–2024), Mediziner und Jazz-Musiker

## Grabmalkunst
Zahlreiche Grabmale wurden von Künstlern gestaltet, was den Ruf als „Künstlerfriedhof“ ebenfalls unterstreicht.

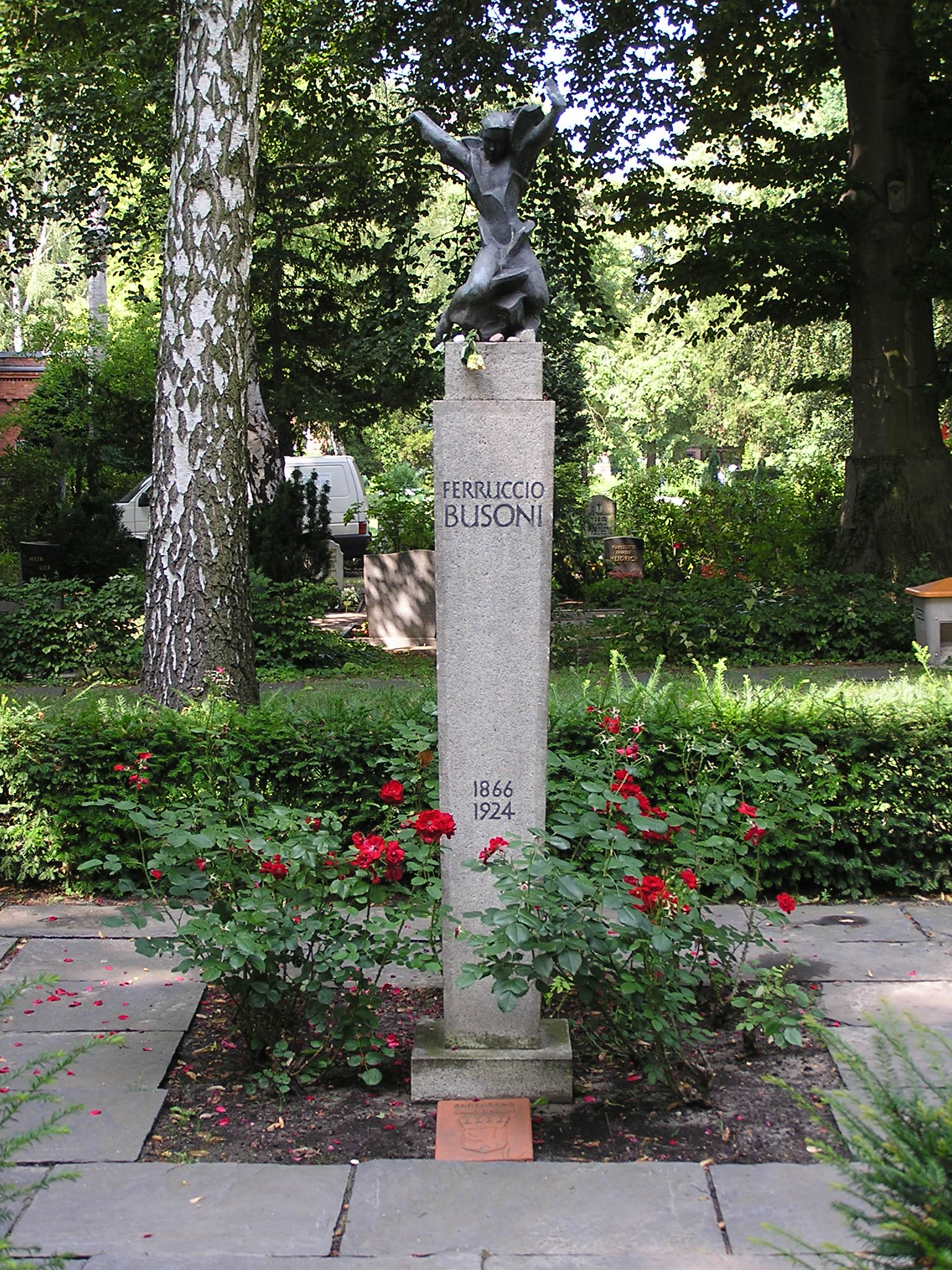
Grabmal für Ferruccio Busoni von Georg Kolbe

Der Berliner Bildhauer Georg Kolbe wurde 1925 vom preußischen Ministerium für Wissenschaft, Kunst und Volksbildung beauftragt, ein Grabdenkmal für den verstorbenen Komponisten Ferruccio Busoni zu gestalten. In die Mitte einer mit einer Eibenhecke eingefassten schlichten quadratischen Plattenfläche stellte Kolbe einen sich konisch nach oben verbreiternden Steinpfeiler mit quadratischem Querschnitt. Diesen krönt die Bronzeplastik Genius.
Der in Venedig geborene Bildhauer Valentino Casal (1867–1951), der seit 1899 seine Werkstatt an der Wilhelmstraße (der heutigen Görresstraße) in Friedenau unterhielt, gestaltete 1908 für das Grabmal des Gutsbesitzers Wilhelm Prowe eine Skulptur, die er in Anlehnung an die stehenden Trauernden am Grabdenkmal der Erzherzogin Marie Christine in der Wiener Augustinerkirche (1805 von Antonio Canova) schuf. Die Skulptur für das Grabmal Prowe gilt als Casals künstlerisch bedeutendstes Werk. Das Grab des Apothekers Albert Hirt, in direkter Nachbarschaft des Grabmals Prowe, wurde von Casal im Jugendstil gestaltet. Das mit Marmor verkleidete Wandgrab mit Granitsockel weist einen erhöhten Mittelteil mit Rundbogennische auf. Davor steht auf einem dreistufigen Podest eine Engelsfigur aus Carrara-Marmor. Eingefriedet wurde die gesamte Grabstelle durch eine eiserne Pfosten-Rundstab-Konstruktion.
In der südwestlichen Ecke des Friedhofs liegt das 1911 vom Bildhauer Hans Dammann gestaltete Grabmal für die Familie des Unternehmers Hugo Moeller (1840–1911), eines Ehrenbürgers von Friedenau. Das Grabdenkmal zählt zu den repräsentativsten Architekturgrabmälern Dammanns, einem der bedeutendsten Sepulkralplastiker des Historismus.

## Belege
1. ↑  Liste der landeseigenen Friedhöfe Berlins
2. ↑  Landeseigene Friedhöfe im Bezirk Tempelhof-Schöneberg
3. 1 2  Der Künstlerfriedhof in Friedenau, S. 60.
4. ↑  Der Künstlerfriedhof in Friedenau, S. 32.
5. ↑  Der Künstlerfriedhof in Friedenau, S. 58–59.
6. ↑  Der Künstlerfriedhof in Friedenau, S. 90–92.
7. ↑  Der Künstlerfriedhof in Friedenau, S. 58.
8. ↑  Der Künstlerfriedhof in Friedenau, S. 47–48.
9. 1 2 3  Der Künstlerfriedhof in Friedenau, S. 70.
10. ↑  Der Künstlerfriedhof in Friedenau, S. 30–31.
11. ↑  Der Künstlerfriedhof in Friedenau, S. 102–105.
12. ↑  Der Künstlerfriedhof in Friedenau, S. 76.
13. ↑  Der Künstlerfriedhof in Friedenau, S. 98.
14. ↑  Der Künstlerfriedhof in Friedenau, S. 63.
15. ↑  Der Künstlerfriedhof in Friedenau, S. 42–43.
16. ↑  Der Künstlerfriedhof in Friedenau, S. 107.
17. ↑  Der Künstlerfriedhof in Friedenau, S. 57–58.
18. ↑  Der Künstlerfriedhof in Friedenau, S. 108–109.
19. ↑  Der Künstlerfriedhof in Friedenau, S. 107–108.
20. ↑  Der Künstlerfriedhof in Friedenau, S. 109.
21. ↑  Der Künstlerfriedhof in Friedenau, S. 74–76.
22. ↑  Der Künstlerfriedhof in Friedenau, S. 106.
23. ↑  Der Künstlerfriedhof in Friedenau, S. 64.
24. ↑  Der Künstlerfriedhof in Friedenau, S. 89–90.
25. ↑  Der Künstlerfriedhof in Friedenau, S. 57.
26. ↑  Der Künstlerfriedhof in Friedenau, S. 96–97.
27. ↑  Der Künstlerfriedhof in Friedenau, S. 99.
28. ↑  Der Künstlerfriedhof in Friedenau, S. 55.
29. ↑  Der Künstlerfriedhof in Friedenau, S. 52–53.
30. ↑  Der Künstlerfriedhof in Friedenau, S. 77–78.
31. ↑  Der Künstlerfriedhof in Friedenau, S. 78–79.
32. ↑  Der Künstlerfriedhof in Friedenau, S. 56.
33. ↑  Der Künstlerfriedhof in Friedenau, S. 43–44.
34. ↑  Der Künstlerfriedhof in Friedenau, S. 38.
35. ↑  Der Künstlerfriedhof in Friedenau, S. 46.
36. ↑  Der Künstlerfriedhof in Friedenau, S. 45–46.
37. ↑  Der Künstlerfriedhof in Friedenau, S. 68.
38. ↑  Der Künstlerfriedhof in Friedenau, S. 80–81.
39. ↑  Der Künstlerfriedhof in Friedenau, S. 77.
40. ↑  Der Künstlerfriedhof in Friedenau, S. 80.
41. ↑  Der Künstlerfriedhof in Friedenau, S. 100–101.
42. ↑  Der Künstlerfriedhof in Friedenau, S. 52.
43. ↑  Der Künstlerfriedhof in Friedenau, S. 56–57.
44. ↑  Der Künstlerfriedhof in Friedenau, S. 100–101.
45. ↑  Der Künstlerfriedhof in Friedenau, S. 64–65.
46. ↑  Jürgen Sawade in der Datenbank Find a Grave, abgerufen am 17. Juli 2022.
47. ↑  Traueranzeige im Tagesspiegel
48. ↑  Helmut Lippelt in der Datenbank Find a Grave, abgerufen am 17. Juli 2022.
49. ↑  Gedenkseite von Ursula Ziebarth. Abgerufen am 28. Mai 2018.
50. ↑  Ursula Ziebarth in der Datenbank Find a Grave, abgerufen am 17. Juli 2022.
51. ↑  Gedenkseite von Reinhard Rürup. Abgerufen am 29. Mai 2018.
52. ↑  Reinhard Rürup in der Datenbank Find a Grave, abgerufen am 17. Juli 2022.
53. ↑  schriftsteller 115. Abgerufen am 6. Januar 2019.
54. ↑  Grabmal Moeller. Bei: friedenau-aktuell.de, abgerufen am 23. Mai 2023

Koordinaten: 52° 28′ 34,2″ N, 13° 19′ 23,2″ O